# Discografia di Anastacia
La seguente pagina contiene la discografia completa della cantautrice statunitense Anastacia. L'intero materiale discografico della cantante, composto da 8 album in studio, 2 raccolte, svariati singoli e numerose collaborazioni.

## Album

### Album in studio
| 2000                                                                                  | Not That Kind - Pubblicato: 27 marzo 2000 - Etichetta: Epic Records - Formati: CD, audiocassetta                | 168 | 2  | 6  | 2  | 4  | 5  | 1  | 9  | 1  | 2  | - Mondo: 18.000.000 | - AUS: 3× Platino - FRA: 2× Platino - GER: 5× Oro - NDL: 3× Platino - SWI: 3× Platino - UK: 3× Platino - EU: 16× Platino |
| 2001                                                                                  | Freak of Nature - Pubblicato: 26 novembre 2001 - Etichetta: Epic Records - Formati: CD, audiocassetta           | 27  | 10 | 15 | 1  | 7  | 3  | 1  | 1  | 1  | 4  | - Mondo: 17.000.000 | - AUS: Platino - UK: 3× Platino - GER: 5× Oro - NDL: 2× Platino - SWI: 5× Platino - FRA: 2× Oro - EU: 8× Platino         |
| 2004                                                                                  | Anastacia - Pubblicato: 29 marzo 2004 - Etichetta: Epic Records - Formati: CD, audiocassetta, download digitale | —   | 1  | 14 | 1  | 2  | 2  | 1  | 1  | 1  | 1  | - Mondo: 21.000.000 | - AUS: 2× Platino - EU: 12× Platino - FRA: Oro - GER: 7× Oro - NDL: Platino - SWI: 3× Platino - UK: 4× Platino           |
| 2008                                                                                  | Heavy Rotation - Pubblicato: 24 ottobre 2008 - Etichetta: Mercury Records - Formati: CD, download digitale      | —   | 47 | 60 | 13 | 45 | 6  | 15 | 15 | 3  | 17 | - Mondo: 3.000.000  | - RUS: Oro - SWE: Oro - SWI: Oro                                                                                         |
| 2012                                                                                  | It's a Man's World - Pubblicato: 9 novembre 2012 - Etichetta: BMG Rights - Formati: CD, download digitale       | —   | —  | —  | 16 | —  | —  | 7  | —  | 16 | —  | - Mondo: 800.000    | - GER: Oro |
| 2014                                                                                  | Resurrection - Pubblicato: 5 maggio 2014 - Etichetta: BMG Rights - Formati: CD, download digitale               | —   | —  | 24 | 5  | 18 | 5  | 7  | —  | 5  | 9  | - Mondo: 3.500.000  | |
| 2017                                                                                  | Evolution - Pubblicato: 15 settembre 2017 - Etichetta: Universal - Formati: CD, download digitale               | —   | 15 | —  | 12 | —  | 12 | 86 | —  | 10 | 34 | - Mondo: 5.000.000  | |
| 2023                                                                                  | Our Songs - Pubblicato: 22 settembre 2023 - Etichetta: Stars by Edel - Formati: CD, download digitale, LP       | —   | —  | —  | —  | —  | —  | —  | —  | 8  | —  |                     | |
| " — " significa che l'album non è stato pubblicato o che non è entrato in classifica. | |     |    |    |    |    |    |    |    |    |    |                     | |

### Album dal vivo
| Anno | Dettagli | Posizione più alta | Posizione più alta | Posizione più alta | Posizione più alta | Posizione più alta | Posizione più alta | Posizione più alta | Posizione più alta | Vendite | Certificazioni |
| Anno | Dettagli | AUS                | GER                | IRE                | ITA                | NL                 | SWE                | SWI                | UK                 | Vendite | Certificazioni |
| ---- | --- | ------------------ | ------------------ | ------------------ | ------------------ | ------------------ | ------------------ | ------------------ | ------------------ | ------- | -------------- |
| 2016 | A 4 App - Pubblicato: 16 dicembre 2016 - Etichetta: Sony Music - Formati: CD, download digitale                                   | —                  | —                  | —                  | —                  | —                  | —                  | —                  | —                  |         |                |
| 2017 | Live at the O2 Apollo Manchester 2017 - Pubblicato: 29 maggio 2017 - Etichetta: Sonic Music - Formati: CD, download digitale      | —                  | —                  | —                  | —                  | —                  | —                  | —                  | —                  |         |                |
| 2017 | Live at the Eventim Apollo Hammersmith 2017 - Pubblicato: 9 giugno 2017 - Etichetta: Sonic Music - Formati: CD, download digitale | —                  | —                  | —                  | —                  | —                  | —                  | —                  | —                  |         |                |

### Raccolte
| Anno | Dettagli | Posizione più alta | Posizione più alta | Posizione più alta | Posizione più alta | Posizione più alta | Posizione più alta | Posizione più alta | Posizione più alta | Vendite             | Certificazioni           |
| Anno | Dettagli | AUS                | GER                | IRE                | ITA                | NL                 | SWE                | SWI                | UK                 | Vendite             | Certificazioni           |
| ---- | --- | ------------------ | ------------------ | ------------------ | ------------------ | ------------------ | ------------------ | ------------------ | ------------------ | ------------------- | ------------------------ |
| 2005 | Pieces of a Dream - Pubblicato: 15 novembre 2005 - Etichetta: Epic Records - Formati: CD, audiocassetta download digitale | 23                 | 7                  | 4                  | 3                  | 10                 | 23                 | 3                  | 6                  | - Mondo: 15.000.000 | - AUS: Oro - UK: Platino |
| 2015 | Ultimate Collection - Pubblicato: 6 novembre 2015 - Etichetta: Sony Music - Formati: CD, download digitale                | —                  | 65                 | 98                 | 27                 | 69                 | —                  | 41                 | 10                 | - Mondo: 300.000    | - UK: Argento            |

## Singoli
| 2000                                                                                | I'm Outta Love                                                  | 92  | 1   | 1   | 6  | 2  | 2  | 3  | 15  | 2  | 6   | Not That Kind                                 |
| 2000                                                                                | Not That Kind                                                   | —   | 21  | 13  | 56 | 14 | 5  | 26 | 49  | 18 | 11  | Not That Kind                                 |
| 2001                                                                                | Cowboys & Kisses                                                | —   | —   | 16  | 83 | 44 | —  | 25 | —   | 33 | 28  | Not That Kind                                 |
| 2001                                                                                | Made for Lovin' You                                             | —   | —   | 72  | —  | 36 | —  | —  | —   | —  | 27  | Not That Kind                                 |
| 2001                                                                                | Paid My Dues                                                    | —   | 39  | 10  | 3  | 34 | 1  | 4  | 2   | 1  | 14  | Freak of Nature                               |
| 2002                                                                                | One Day in Your Life                                            | 118 | 6   | 27  | 9  | 1  | 4  | 8  | 16  | 5  | 11  | Freak of Nature                               |
| 2002                                                                                | Why'd You Lie to Me                                             | —   | 66  | 15  | 55 | 35 | 31 | 13 | 25  | 39 | 25  | Freak of Nature                               |
| 2002                                                                                | Boom                                                            | —   | 23  | —   | 35 | —  | 10 | 40 | 7   | 10 | —   | The Official Album of the 2002 FIFA World Cup |
| 2002                                                                                | You'll Never Be Alone                                           | —   | —   | 24  | 56 | —  | 28 | —  | 34  | 36 | 31  | Freak of Nature                               |
| 2003                                                                                | Love Is a Crime                                                 | —   | —   | —   | —  | —  | —  | —  | —   | —  | —   | Chicago OST                                   |
| 2004                                                                                | Left Outside Alone                                              | —   | 1   | 1   | 2  | 2  | 1  | 2  | 6   | 1  | 3   | Anastacia                                     |
| 2004                                                                                | Sick and Tired                                                  | —   | 8   | 6   | 1  | 9  | 3  | 1  | 10  | 2  | 4   | Anastacia                                     |
| 2004                                                                                | Welcome to My Truth                                             | —   | 41  | 12  | 30 | 23 | 14 | 14 | 49  | 35 | 25  | Anastacia                                     |
| 2005                                                                                | Heavy on My Heart                                               | —   | 55  | 30  | 29 | 32 | 12 | 16 | —   | 35 | 21  | Anastacia                                     |
| 2005                                                                                | Everything Burns (con Ben Moody)                                | —   | 33  | 20  | 11 | —  | 2  | 7  | 39  | 3  | —   | The Fantastic Four OST                        |
| 2005                                                                                | Pieces of a Dream                                               | —   | 59  | 14  | 20 | 26 | 3  | 8  | —   | 18 | 48  | Pieces of a Dream                             |
| 2006                                                                                | I Belong to You (Il ritmo della passione) (con Eros Ramazzotti) | —   | —   | 3   | 1  | —  | 1  | 7  | —   | 1  | —   | Pieces of a Dream                             |
| 2008                                                                                | I Can Feel You                                                  | —   | 31  | 55  | 25 | —  | 11 | 24 | 17  | 27 | 67  | Heavy Rotation                                |
| 2008                                                                                | Absolutely Positively                                           | —   | 120 | 40  | 53 | —  | 16 | —  | —   | —  | 103 | Heavy Rotation                                |
| 2009                                                                                | Defeated                                                        | —   | —   | —   | —  | —  | 21 | —  | —   | —  | —   | Heavy Rotation                                |
| 2012                                                                                | Dream On                                                        | —   | —   | —   | —  | —  | —  | —  | —   | —  | —   | It's a Man's World                            |
| 2012                                                                                | Best of You                                                     | —   | —   | —   | —  | —  | —  | —  | —   | —  | —   | It's a Man's World                            |
| 2014                                                                                | Stupid Little Things                                            | —   | —   | 100 | 38 | —  | 20 | —  | —   | 23 | —   | Resurrection                                  |
| 2014                                                                                | Staring at the Sun                                              | —   | —   | 82  | 72 | —  | —  | 90 | —   | —  | 101 | Resurrection                                  |
| 2014                                                                                | Lifeline                                                        | —   | —   | —   | —  | —  | 45 | —  | —   | —  | —   | Resurrection                                  |
| 2015                                                                                | Take This Chance                                                | —   | —   | —   | —  | —  | —  | —  | —   | —  | —   | Ultimate Collection                           |
| 2015                                                                                | Army of Me                                                      | —   | —   | —   | —  | —  | —  | —  | —   | —  | —   | Ultimate Collection                           |
| 2017                                                                                | Caught in the Middle                                            | —   | —   | —   | 71 | —  | 32 | —  | 100 | —  | —   | Evolution                                     |
| 2020                                                                                | Stronger (What Doesn't Kill You)                                | —   | —   | —   | —  | —  | —  | —  | —   | —  | —   | Goodnight Songs for Rebel Girls               |
| 2022                                                                                | American Night                                                  | —   | —   | —   | —  | —  | —  | —  | —   | —  | —   | American Night                                |
| 2023                                                                                | Best Days                                                       | —   | —   | —   | —  | —  | —  | —  | —   | —  | —   | Our Songs                                     |
| 2023                                                                                | Supergirl                                                       | —   | —   | —   | —  | —  | —  | —  | —   | —  | —   | Our Songs                                     |
| 2023                                                                                | Now or Never                                                    | —   | —   | —   | —  | —  | —  | —  | —   | —  | —   | Our Songs                                     |
| 2023                                                                                | Just You (feat. Peter Maffay)                                   | —   | —   | —   | —  | —  | —  | —  | —   | —  | —   | Our Songs                                     |
| 2024                                                                                | Highs & Lows                                                    | —   | —   | —   | —  | —  | —  | —  | —   | —  | —   | Our Songs                                     |
| " — " significa o non pubblicato in quel paese o che non vi è entrato in classifica |                                                                 |     |     |     |    |    |    |    |     |    |     |                                               |

## Collaborazioni
| Anno | Títolo | Album / Evento                                  |
| ---- | --- | ----------------------------------------------- |
| 1993 | Forever Luv (David Morales, The Bad Yard Club and Anastacia)                                                     | The Program                                     |
| 1998 | Mi Negra, Tu Bombón (Omar Sosa, and Anastacia)                                                                   | Spirit of the Roots                             |
| 1999 | Tienes Un Solo (Omar Sosa, and Anastacia)                                                                        | Spirit of the Roots                             |
| 2000 | Saturday Night's Alright for Fighting (with Elton John)                                                          | Elton John One Night Only – The Greatest Hits   |
| 2001 | Let It Be (performed by Paul McCartney, Anastacia and the other artists)                                         | Nobel Peace Prize Concert                       |
| 2001 | I Ask of You (Anastacia with Luciano Pavarotti)                                                                  | Pavarotti & Friends 29 May 2001 for Afghanistan |
| 2001 | What More Can I Give (Michael Jackson and various artists)                                                       | United We Stand: What More Can I Give           |
| 2001 | Love Is Alive (Anastacia with Vonda Shepard)                                                                     | Ally McBeal: For Once in My Life                |
| 2001 | 911 (Wyclef Jean featuring Anastacia)                                                                            | Party In The Park/Concert                       |
| 2002 | I Thought I Told You That (Anastacia featuring Faith Evans)                                                      | Collectors Edition bonus disc                   |
| 2002 | You Shook Me All Night Long (with Céline Dion)                                                                   | Divas Las Vegas                                 |
| 2002 | Bad Girls (Anastacia featuring Jamiroquai)                                                                       | 2002 BRIT Awards                                |
| 2003 | We Are the Champions, We Will Rock You, Amandla (Anastacia with Queen, Beyoncé, Bono, Cast and David A. Stewart) | 46664                                           |
| 2004 | I Do (Anastacia featuring Sonny Sandoval)                                                                        | Anastacia                                       |
| 2005 | Everything Burns (Ben Moody feat. Anastacia)                                                                     | Fantastic 4: The Album and Pieces of a Dream    |
| 2006 | I Belong to You (Anastacia with Eros Ramazzotti)                                                                 | Calma apparente and Pieces of a Dream           |
| 2007 | Sing (Annie Lennox and various artists)                                                                          | Songs of Mass Destruction                       |
| 2009 | Stalemate (Ben's Brother featuring Anastacia)                                                                    | Battling Giants                                 |
| 2010 | Safety (Dima Bilan featuring Anastacia)                                                                          | Mechtatel                                       |
| 2010 | Burning Star (Natalia featuring Anastacia)                                                                       | Best of Natalia                                 |
| 2011 | What We Can Do (A Deeper Love) (DJ Tiësto ft. Anastacia)                                                         | Non-album single                                |
| 2012 | If I Was Your Boyfriend (Tony Moran feat. Anastacia)                                                             | Non-album single                                |
| 2016 | Who's Loving You? (Auryn feat. Anastacia)                                                                        | Non-album single                                |
| 2018 | Another Night (Alex Christensen & The Berlin Orchestra feat. Anastacia)                                          | Classical 90s Dance 2                           |
| 2018 | Mr. Vain (Alex Christensen & The Berlin Orchestra feat. Anastacia)                                               | Classical 90s Dance 2                           |

## Videografia
- 1988 - Get Up Everybody (Get Up) (Salt-n-Pepa)
- 1989 - Twist and Shout (Salt-n-Pepa)
- 1991 - My Fallen Angel (Coro)
- 1999 - I'm Outta Love
- 2000 - Not That Kind
- 2001 - Cowboys & Kisses
- 2001 - Made for Lovin' You
- 2001 - Paid My Dues
- 2002 - One Day in Your Life
- 2002 - Boom
- 2002 - Why'd You Lie to Me
- 2002 - You'll Never Be Alone
- 2003 - Love Is a Crime
- 2004 - Left Outside Alone
- 2004 - Sick and Tired
- 2004 - Welcome to My Truth
- 2004 - Heavy on My Heart
- 2005 - Left Outside Alone (U.S. Version)
- 2005 - Everything Burns (feat. Ben Moody)
- 2005 - Pieces of a Dream
- 2005 - I Belong to You (Il Ritmo della Passione) (feat. Eros Ramazzotti)
- 2008 - I Can Feel You
- 2008 - Absolutely Positevely
- 2009 - Stalemate (feat. Ben's Brother)
- 2010 - Safety (feat. Dima Balan)
- 2011 - What Can We Do (Deeper Love) (feat. Tiesto)
- 2012 - What Can We Do (Deeper Love)
- 2012 - Best of You
- 2014 - Stupid Little Things
- 2014 - Staring at the Sun
- 2014 - Staring at the Sun (Digital Dog Remix)
- 2014 - Lifeline (feat. Kekko)
- 2015 - Take This Chance
- 2016 - Who's Gonna Loving You
- 2017 - Caught in the Middle
- 2023 - Best Days
- 2023 - Now or Never
- 2023 - Just You

Video extra
- 2004 - Seasons Change
- 2004 - Underground Army
- 2004 - Time
- 2004 - I Do
- 2005 - Rearview
- 2018 - Another Night
- 2022 - American Night

| Anno | Dettagli                                                                              | Note                                                                                                   |
| ---- | ------------------------------------------------------------------------------------- | --- |
| 2002 | One Day in Your Life - Pubblicato: 20 agosto 2002                                     | - Video di One Day in Your Life - Biografia - Documentario sulla realizzazione di One Day in Your Life |
| 2002 | The Video Collection - Pubblicato: 2 dicembre 2002 - Germania: Oro (Vendite: 25.000+) | - 10 video - "Making Of" di 4 video - 2 video remix - Biografia e una galleria                         |
| 2006 | Live at Last - Pubblicato: 27 marzo 2006                                              | - Filmati dei concerti di Berlino e Monaco - Documentario - 4 video - 5 video alternativi              |

## Cofanetti
- 2002 -  Freak Of Nature / Not That Kind (Coffret 2 CD): contenente i primi 2 album di Anastacia
- 2005 -  The video collection + Pieces of a Dream: contenente la raccolta dei video musicali della cantante, e il greatest hits
- 2012 - Special Edition 3 album pack: Contenente i primi tre album in studio incisi con la Sony Music. Not That Kind, Freak of Nature e Anastacia; escludendo il greatest hits Pieces of a Dream e il quarto album in studio inciso con la Universal Music, Heavy Rotation.